# Germantown (Tennessee)
|  | Dieser Artikel wurde aufgrund von inhaltlichen Mängeln auf der Qualitätssicherungsseite des Projektes USA eingetragen. Hilf mit, die Qualität dieses Artikels auf ein akzeptables Niveau zu bringen, und beteilige dich an der Diskussion! Eine nähere Beschreibung der zu behebenden Mängel fehlt. |

Germantown ist eine Stadt im Shelby County im Südwesten des US-Bundesstaats Tennessee. Das U.S. Census Bureau hat bei der Volkszählung 2020 eine Einwohnerzahl von 41.333 ermittelt.

## Geschichte
Die ersten Siedler trafen zwischen 1825 und 1830 in der Gegend von Germantown ein. 1833 trug die entstehende Siedlung den Namen Pea Ridge. Die Grundstücke der Stadt wurden vom Vermesser N. T. German 1834 angelegt und der Name der Stadt wurde 1836 in Germantown geändert, wobei Bezug auf die dort siedelnden deutschen Familien genommen wurde. Die Stadt wurde 1841 nach Memphis eingemeindet. Die Memphis and Charleston Railroad wurde 1852 durch Germantown gelegt. Germantown ist eine Vorstadt von Memphis und grenzt im Osten an die bekannte Stadt. Es ist eine ruhige Stadt mit alten Alleebäumen und allerorten herrschaftlichen Anwesen. Es gibt praktisch keine Industrie, dafür ist Germantown aber ein wichtiger und ausgeprägter Dienstleistungs- und Einzelhandelsstandort. Die Stadtmitte ist geprägt durch die Altstadt mit einem 1868 errichteten Bahnhof, der 1948 wieder aufgebaut wurde, und einer historischen Bahnstrecke, der Memphis and Charleston Railroad.

## Persönlichkeiten

### Söhne und Töchter der Stadt
- Ben Spies (* 1984), Motorradrennfahrer
- Seth Rider (* 1993), Triathlet
- Julien Baker (* 1995), Musikerin
- Olivia Holt (* 1997), Schauspielerin und Sängerin

## Städtepartnerschaften
- Königs Wusterhausen in Brandenburg/Deutschland, seit September 1994[3]